# Örtte

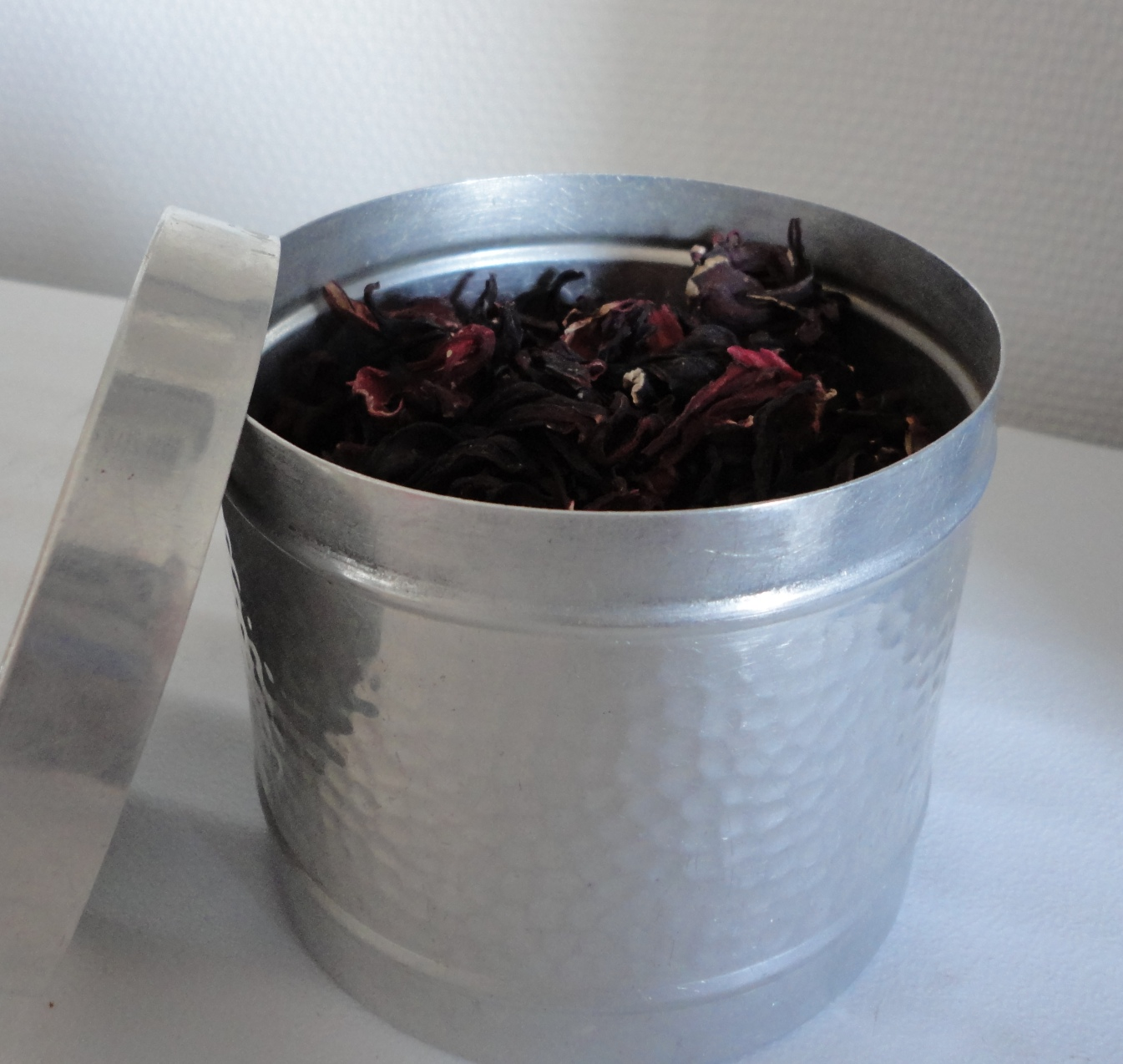
En burk med torkade hibiskusblommor avsedda för bryggning av hibiskuste.

Örtte är en dryck gjord av torkade örter eller frukter. På engelska och franska så används ibland ordet tisane för denna dryck för att tydligare separera drycken från te. I örtte får det finnas en liten del teblad, men för att kategoriseras som örtte skall majoriteten av ingredienserna vara örter. Denna dryck innehåller därför lite eller ingen koffein. Örtte kan bestå av torkade bär, blad från framförallt fruktbärande buskar eller torkade blommor. Dryckerna kan även smaksättas med exempelvis skal från citrusfrukter eller andra aromer. 
Det finns inga speciella regler för vilka örter som är acceptabla i ett örtte, men det finns livsmedelslagar som ser till att innehållet inte är hälsovådligt. Vissa örter kan dock ha starka effekter på människor och därför rekommenderas personer som äter mediciner samt gravida kvinnor att vara extra försiktiga och kontrollera innehållet innan förtäring.

## Exempel på örter
Några exempel på örter som är populära i örtte är:'
- Kamomill
- Lavendel
- Rooibos
- Johannesört
- Hibiskus
- Hortensia (I Korea: som sugukcha (수국차) eller ilsulcha (이슬차). I Japan: ama-cha, som betyder sött te.)